# Battaglia di Tashkent
La battaglia di Tashkent, anche detta più correttamente battaglia delle paludi, fu uno scontro combattuto nel 1365 tra le forze turche, guidate da Amir Husayn e da Tamerlano, e quelle chagatai, comandate invece da Ilyas Khoja, il quale intendeva ritornare al potere nella regione della Transoxiana dopo essere stato destituito. In quell'occasione, Khoja riportò una vittoria importante che gli permise di giungere fino alle porte di Samarcanda, ma gli abitanti della città gli impedirono l'accesso e lo costrinsero a ritirarsi.

## Contesto storico

L'Asia nel 1335, ovvero circa un trentennio prima della battaglia

Nel 1363 Ilyas Khoja, di sangue mongolo, era subentrato al padre Tughluq Timur e aveva iniziato a governare sul Moghulistan e sulla Transoxiana, nell'Asia centrale. In Transoxiana, tuttavia, le comunità turche mal sopportavano il dualismo con i mongoli e l'autorità di Khoja. Ciò spinse un giovane e ambizioso condottiero di nome Tamerlano e Husayn, un nipote di Qazaghan, che fu emiro dei Qara'una tra il 1345 e il 1358 e che fu il sovrano effettivo dell'ulus dei Chagatai dal 1346 al 1358, a prepararsi a una ribellione.
Il processo di unione delle forze avvenne vicino a Kunduz, nei possedimenti di Husayn, e da lì le truppe si spinsero in Transoxiana. Venuto a sapere della loro insurrezione, Khoja inviò un esercito a fermarli al cosiddetto Ponte di Pietra (Pul-i Sengi), sul fiume Vachš. Con uno stratagemma Tamerlano attraversò il fiume, sconfisse il nemico e proseguì attraverso le porte di ferro per liberare la sua città natale, Kesh. Da lì Husayn e Tamerlano scacciarono gradualmente Khoja e i suoi sostenitori, inseguendoli finché essi non indietreggiarono e non raggiunsero Tashkent.
Pur avendo liberato la Transoxiana dai mongoli, nessuno dei nuovi signori osò interrompere, quanto meno formalmente la loro egemonia, motivo per cui fu considerata l'ipotesi di insediare un sovrano chagataico al potere. Forte del senso di coesione che aveva tenuto uniti i suoi sostenitori, Husayn indì nel 1364 un kuriltai (un'assemblea) e, in quella sede, si fece proclamare emiro dei Qara'una, portando dunque avanti le manovre di suo zio Qazaghan. Al comando fu insediato un pronipote di Duwa (khan dei Chagatai dal 1283 al 1307) di nome Kabil-shah o Kabul-shah, che si nascondeva sotto le spoglie di un derviscio.

## La battaglia
Quando Husayn divenne emiro, risultava a capo di una porzione del moderno Afghanistan che comprendeva le città di Kabul, di Balkh, di Kunduz e il Badakhshan. Tamerlano, che lo aveva assistito in veste di formale vassallo partecipando al kuriltai, era diventato cognato di Husayn, avendone sposato la sorella. I due potevano dirsi a conti fatti sovrani indisturbati della Transoxiana, ma Ilyas Khoja non intendeva cedere e, alla fine del 1364, radunò nuovamente un'armata, con la speranza di riprendere possesso delle terre a lui sottratte.
Lo scontro tra le forze di Khoja e quelle composte dalla coalizione di Husayn e Tamerlano ebbe luogo sulla riva settentrionale del fiume Syr Darya, tra Tashkent e Chinaz, in quella che è nota come la battaglia delle paludi. La lotta, avvenuta in un momento imprecisato del 1365, si concluse con la vittoria di Khoja, il quale costrinse i suoi rivali a ritirarsi fino all'Amu Darya, con il primo che fuggì verso Sali-Sarai (a nord di Kunduz), il secondo verso Balkh, lasciando la Transoxiana esposta all'invasione.

## Conseguenze
Ilyas Khoja si diresse verso il centro urbano più importante della regione, Samarcanda, confidando nella possibilità di espugnarla. A quel punto, e in maniera del tutto inaspettata, la situazione si capovolse. La popolazione di Samarcanda, apparentemente spronata dal "clero" musulmano, si difese strenuamente, mentre le file degli assedianti patirono una devastante epidemia. Alla fine, sempre nel 1365, Ilyas Khoja decise di rinunciare all'attacco e abbandonò la Transoxiana raggiungendo la regione dell'Ili. Sopravvissuto a stento alla campagna, nel 1368 cadde vittima della ribellione di un emiro della tribù mongola dei Dughlat.

### Esplicative
1. ↑  Si tratta di una gola situata presso i monti Gissar, in Uzbekistan, antico confine tra Battria e Sogdiana.

### Bibliografiche
1. 1 2 3 4 5 6 7  Grousset (1970), p. 412.
2. 1 2 3  Cardini (2007), p. 35.
3. 1 2  Cardini (2007), p. 36.
4. ↑  Bernardini (2022), p. 39.
5. 1 2 3 4 5 6  Grousset (1970), p. 411.
6. ↑  Bernardini (2022), p. 40.
7. ↑  Grousset (1970), p. 409.